# Архимандрит Аксентије (Шундић)
Аксентије (световно Мирко Шундић; Васиљевићи код Никшића, 23. јул 1750 — Кути код Херцег Новога, 17. септембар 1826) био је српски архимандрит и старешина Манастира Мораче.

## Биографија
Архимандрит Аксентије (Шундић) рођен је 23. јула 1750. године у селу Васиљевићима код Никшића од честитих родитеља земљорадника. Приликом крштења је добио име Мирко.
Замонашен је 3. октобра 1772. године у Манастиру Студеници код Краљева добивши монашко име Аксентије. Рукоположен је за јерођакона и јеромонаха 1776. године у Манастиру Морачи код Колашина.
Старешина Манастира Мораче био је у периоду од 1790. до 1826. године. За вријеме Првог српског устанака, је водио сталну преписку са српским устаницима и црногорским митрополитом Петаром I Петровићем Његошом. А 1805. године био је један од вођа устанка старохерцеговачких племена: Жупљана, Горњепољаца и Дробњака.
Према писању Томаша Катанића, потомка Карађорђевог познаника Петра Катане, архимандрит Аксентије учествовао је, заједно са осамдесетак Морачана предвођених војводом Мином Радовићем, у Бици за Нови Пазар 1809. године Тад су, као што је познато, Карађорђеви устаници извојевали побједу над Турцима.
Архимандрит и јунак Аксентије упокојио се у Господу 17. септембра 1826. године у селу Кутима код Херцег Новога, идући ка родном мјесту. Сахрањен је у порти Манастира Жупа Никшићка.